# ワッセナー・アレンジメント
ワッセナー・アレンジメント（英語: Wassenaar Arrangement）とは、通常兵器の輸出管理に関する、国際的な申し合わせである。42ヶ国が協定を結んでいる。「ワッセナー」はオランダのワッセナーで設立交渉が行われたことに由来する。通称「新ココム」。正式名称は通常兵器及び関連汎用品・技術の輸出管理に関するワッセナー・アレンジメント（英語: The Wassenaar Arrangement on Export Controls for Conventional Arms and Dual-Use Goods and Technologies）。

## 概要
冷戦の終結により、対共産圏への戦略物資輸出規制を目的にした対共産圏輸出統制委員会（ココム）も役割を終えたが、その後、2年半後の経過措置を経て、1996年7月に第三国への通常兵器の過剰な蓄積の防止を目的に設立された。
通常兵器及び関連汎用品・技術の責任ある輸出管理を実施することにより、地域の安定を損なうおそれのある通常兵器の過度の移転と蓄積を防止すること、ならびにテロリストに通常兵器や関連技術が渡る事を防ぐのが目的。したがってココムがその対象を共産圏に絞っていたのに対し、ワッセナー・アレンジメントでは、特定の対象国・地域に的を絞ることなく、全ての国家・地域及びテロリストの非国家主体も対象としている。
なお、参加国間の紳士協定であるため、法的拘束力を有さない。
ココム傘下のチンコム（CHINCOM、対中国貿易統制委員会）も廃止されたが、中国は引き続き参加していない。

## 活動内容
毎年、参加国間で以下についての協議を行う。
- 輸出管理

輸出管理対象品目リストが定められている。その内訳は、「汎用品リスト」及び「軍需品リスト」に分かれ、「汎用品リスト」はさらに先端材料やエレクトロニクス等9カテゴリに分かれる「基本リスト」とより機微なものとされた「機微リスト」に分かれる。
- 情報交換

## 参加国
現在42か国
ヨーロッパ
- アイルランド
- イギリス
- イタリア
- ウクライナ
- エストニア（2005年5月）
- オーストリア
- オランダ
- ギリシャ
- クロアチア（2005年6月）
- スイス
- スウェーデン
- スペイン
- スロバキア
- スロベニア（2005年2月）
- チェコ
- デンマーク
- ドイツ
- ノルウェー
- ハンガリー
- フィンランド
- フランス
- ブルガリア
- ベルギー
- ポーランド
- ポルトガル
- マルタ（2005年4月）
- ラトビア（2005年5月）
- リトアニア（2005年5月）
- ルーマニア
- ルクセンブルク
- ロシア

アジア・オセアニア
- インド（2017年12月）
- オーストラリア
- 韓国
- 日本
- ニュージーランド
- トルコ

南北アメリカ
- アメリカ合衆国
- アルゼンチン
- カナダ
- メキシコ（2012年1月）

アフリカ
- 南アフリカ共和国（2006年2月）

## 各国への影響

### 日本
日本国政府は、ワッセナー・アレンジメントでの合意等に基づき、外国為替及び外国貿易法によって経済産業省を窓口に国内の輸出管理を行っており、規制対象となる貨物（外為法第48条）、および技術（外為法第25条）については、経済産業大臣の許可を得ることなく、輸出することが禁止されている。
規制対象は、貨物については政令「輸出貿易管理令」別表第1に、技術については「外国為替令」別表に規定されていて、それぞれの1項と5〜15項にワッセナー・アレンジメントでの合意事項が反映されている。規制されるリスト規制該当貨物（技術）の詳細な機能および性能については、経済産業省令「輸出貿易管理令別表第１及び外国為替令別表の規定に基づき貨物又は技術を定める省令」にて規定されている。